# Campionat del Món de Trial indoor 2006
|  | Per al campionat del món a l'aire lliure d'aquell any, vegeu Campionat del Món de Trial 2006 |

La temporada de 2006 del Campionat del Món de Trial indoor fou la 14a edició d'aquest campionat, organitzat per la FIM. El calendari oficial constava de 12 proves puntuables, celebrades entre el 7 de gener i el 19 de març. Dues de les proves programades es disputaren als Països Catalans: el Trial Indoor de Barcelona (5 de febrer) i el de Maó (18 de febrer).
Adam Raga va guanyar el seu quart i últim títol mundial indoor consecutiu. Raga va obtenir set victòries al llarg de la temporada, contra les tres del subcampió, Albert Cabestany i les dues del tercer, Toni Bou, que obtingué així les seves primeres victòries al campionat (la victòria de Bou al Trial Indoor de Barcelona, just el primer any que hi participava, va ser la primera del total de 18 que duia acumulades a data del 2025). Com l'any anterior, doncs, totes les proves puntuables les van guanyar catalans i, a més, per primer cop, els quatre primers classificats del campionat eren catalans.

## Sistema de puntuació
| Posició | 1  | 2 | 3 | 4 | 5 | 6 | 7 | 8 |
| Punts   | 10 | 8 | 6 | 5 | 4 | 3 | 2 | 1 |

## Calendari
| Ronda | Data         | Prova         | Lloc            | Guanyador        |
| ----- | ------------ | ------------- | --------------- | ---------------- |
| 1     | 7 de gener   | Gran Bretanya | Sheffield       | Toni Bou         |
| 2     | 13 de gener  | França        | Marsella        | Adam Raga        |
| 3     | 22 de gener  | Espanya       | Granada         | Albert Cabestany |
| 4     | 29 de gener  | Itàlia        | Milà            | Adam Raga        |
| 5     | 5 de febrer  | Espanya       | Barcelona       | Toni Bou         |
| 6     | 10 de febrer | Irlanda       | Belfast         | Adam Raga        |
| 7     | 12 de febrer | Rússia        | Sant Petersburg | Adam Raga        |
| 8     | 18 de febrer | Espanya       | Maó             | Adam Raga        |
| 9     | 25 de febrer | Portugal      | Lisboa          | Albert Cabestany |
| 10    | 4 de març    | Brasil        | Sao Paulo       | Adam Raga        |
| 11    | 11 de març   | Argentina     | Buenos Aires    | Albert Cabestany |
| 12    | 19 de març   | Espanya       | Madrid          | Adam Raga        |

## Classificació final
| Posició | Pilot             | Motocicleta | Punts |
| ------- | ----------------- | ----------- | ----- |
| 1       | Adam Raga         | Gas Gas     | 105   |
| 2       | Albert Cabestany  | Sherco      | 85    |
| 3       | Toni Bou          | Beta        | 73    |
| 4       | Jeroni Fajardo    | Gas Gas     | 67    |
| 5       | Takahisa Fujinami | Montesa HRC | 49    |
| 6       | Dougie Lampkin    | Montesa HRC | 49    |
| 7       | James Dabill      | Beta        | 8     |
| 8       | Tadeusz Blazusiak | Scorpa      | 8     |
| 9       | Shaun Morris      | Gas Gas     | 8     |
| 10      | Daniele Maurino   | Gas Gas     | 4     |